# Ergasto Cordero
Ergasto H. Cordero (Montevideo 1890 – 1951) fue un médico uruguayo, destacado por su labor como director del Museo de Historia Natural del Uruguay, entre los años 1943 y 1951, así como su labor como investigador en el campo de las ciencias naturales, especialmente de invertebrados. Es, para algunos, el primer zoólogo uruguayo.

## Biografía
Ergasto Cordero nace en Montevideo el 9 de abril de 1890. Su padre es el escribano Francisco Cordero y su madre Adelina Sloan, de origen irlandés. Se educó en el Colegio Alemán de Montevideo. Su inclinación por las ciencias naturales lo lleva a ingresar a la Facultad de Medicina (por entonces no existía una carrera específica en el campo de las ciencias). Comenzó, ya en esta época, sus primeros estudios sobre protozoos en las márgenes del arroyo Miguelete. Es por esta época que entabla una relación profesional y de amistad con el parasitólogo alemán Kurt Wolffhügel (1869 - 1951), quien oficiará de maestro en sus primeras inserciones en la investigación científica sistemática. 
Para 1914 ya se encuentra trabajando como interno en la Asistencia Nacional, finalizando sus estudios médicos en 1916. El año siguiente contrae matrimonio con Amalia Pereira Braga. En 1918 presenta su tesis doctoral, bajo el título Estudio sobre algunos protozoarios ciliados de las aguas dulces del Uruguay, considerado el primero de su tema en el país. En 1922 parte para Alemania a continuar con sus estudios en zoología. Allí tomará cursos de práctica zoológica y anatomía comparada de vertebrados con destacados académicos europeos, entre ellos los de Hans Speemann. También concurre a las clases de Richard Hertwig. Es durante esta época que realiza una visita al paleontólogo Hermann von Ihering, quien había desarrollado gran parte de su trabajo en Sudamérica. Este encuentro será de gran influencia en la posterior obra de Cordero, que se convertirá en impulsor y continuador de la escuela alemana. Luego de su paso por Alemania, se dirige brevemente a Viena y posteriormente a París, donde sufrirá un golpe a su salud que empeorará su ya presente asma y que le dejará secuelas por el resto de su vida. 
En 1924 retorna a Montevideo, sin haber podido completar su doctorado debido a su quebranto de salud, con la voluntad de poner en práctica sus conocimientos zoológicos en el medio local. En 1928 ingresará al Laboratorio de Ciencias Biológicas, dependiente del Instituto de Enseñanza Primaria y Normal, bajo el mando de Clemente Estable. Este, junto con Cordero, Francisco Sáez y Vogelsand, fundan la Sociedad Uruguaya de Ciencias Naturales. 
En 1935 recibe una propuesto de Rodolpho von Ilhering, hijo de Hermann von Ilhering, para participar de la Commissao technica de Piscicultura do Nord-este do Brasil. Luego de un año de trabajo en la región, retorna a Montevideo. En 1938 es nombrado profesor honorario de Investigación y Enseñanza de Zoología del Consejo Central Universitario. En 1939 pasará al Instituto Pedagógico Nacional de Caracas, en calidad de profesor de Ciencias Biológicas. En 1946 se crea finalmente la cátedra de Zoología de Invertebrados en la Facultad de Humanidades y Ciencias de la Udelar, de la que estará al frente desde el primer momento. Entre 1948 y 1950 realizará varios viajes, entre ellos a Estados Unidos, para interiorizarse de la práctica de diferentes instituciones museísticas respecto a las ciencias y su comunicación. 
Cordero falleció en setiembre de 1951 a causa de una hemorragia cerebral.

## Museo de Historia Natural
Cordero se hizo cargo de la dirección del Museo en 1942, luego de jubilarse G. Devincenzi, que había estado en la dirección de la institución durante 30 años. Cordero continúa la línea del anterior director, profundizando en la investigación producida desde el interior del museo. Con este objetivo es que se dedica a reformar las publicaciones, fundando dos nuevas revistas: Comunicaciones Zoológicas y Comunicaciones Botánicas. 
Su biblioteca personal le fue póstumamente donada al museo, en el año 1971.

## Obra
Su obra está marcada por una influencia de las escuelas germanas y anglosajonas, en particular del evolucionismo materialista. Realizó importantes aportes para la zoogeografía, por medio de esmeradas descripciones y trabajos inspirados en sus múltiples viajes de investigación a lo largo del continente americano. Destaca su trabajo sobre hirudíneos, que incluye descripción de nuevas especies y de su distribución geográfica.